# Jan Broerze
Jan Broerze (Baarn, 12 september 1913- Tiel, 5 april 1992), was een monumentaal beeldhouwer en schilder.
Jan was het vijftiende kind van grenadier en bouwvakker Willem Broerze en Margaretha (Griet) van de Kuilen. Slechts vijf kinderen bleven in leven. Het gezin woonde op de hoek van de Wijkamplaan en de Oosterstraat. Jan ging werken na de vierde klas van de lagere school aan de Oosterstraat. Toen Jan zes jaar was, stierf zijn vader bij een val uit de boom aan een gebroken nek. Het was in het gezin armoe troef, en Jan werd eerst hulp van de tuinman en ging later in de leer voor stukadoor. Al snel kwam hij in aanraking met de Baarnse kunstenaar Jaap de Ruig.
Jan trouwde in 1943 in Baarn met Jean Lankhorst en betrok een woning aan de Sumatralaan. Na een aantal lessen volgde in 1946 de eerste tentoonstelling van lokale kunstenaars in het Baarnsch Lyceum. De Bussumse beeldhouwer Dirk te Nyenhuis nam hem onder zijn hoede, waarbij Jan ook beelden ging maken.

## Autodidact
Broerze leerde het vak bij Maurits Michel van Dantzig en Kees Schrikker van de Gooische Kunstacademie in Laren. Als in 1946 Broerze wordt afgewezen als lid van de kunstenaarsclub de 'Federatie' in 't Gooi, ontstaat verwijdering van collega-kunstenaars. Ook met Jaap de Ruig ontstond onenigheid. Wel bleef Jan Broerze lid van 'Scheppend Ambacht Gelderland' en de 'Kunstkring Laren-Blaricum'.

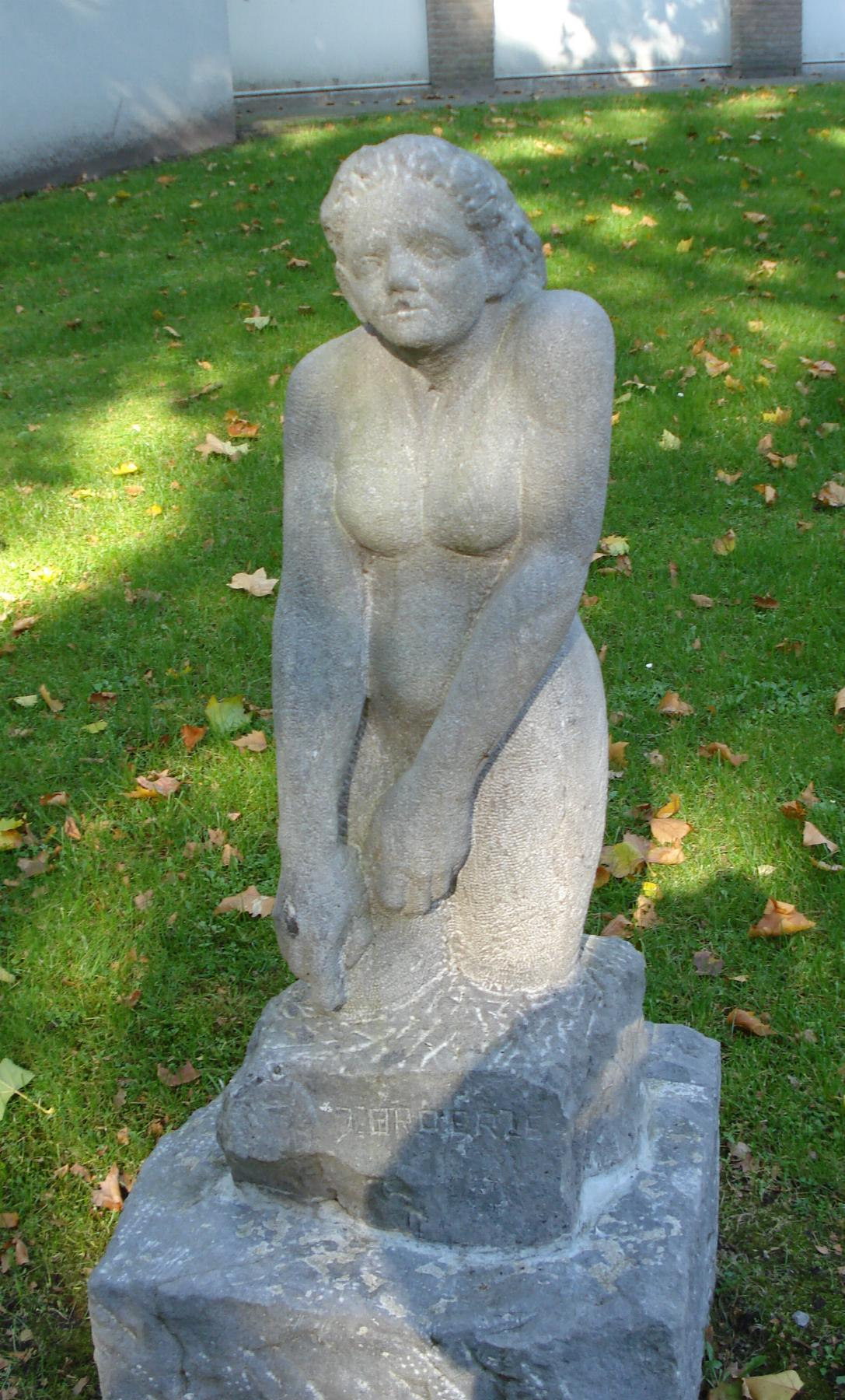
Vrouw

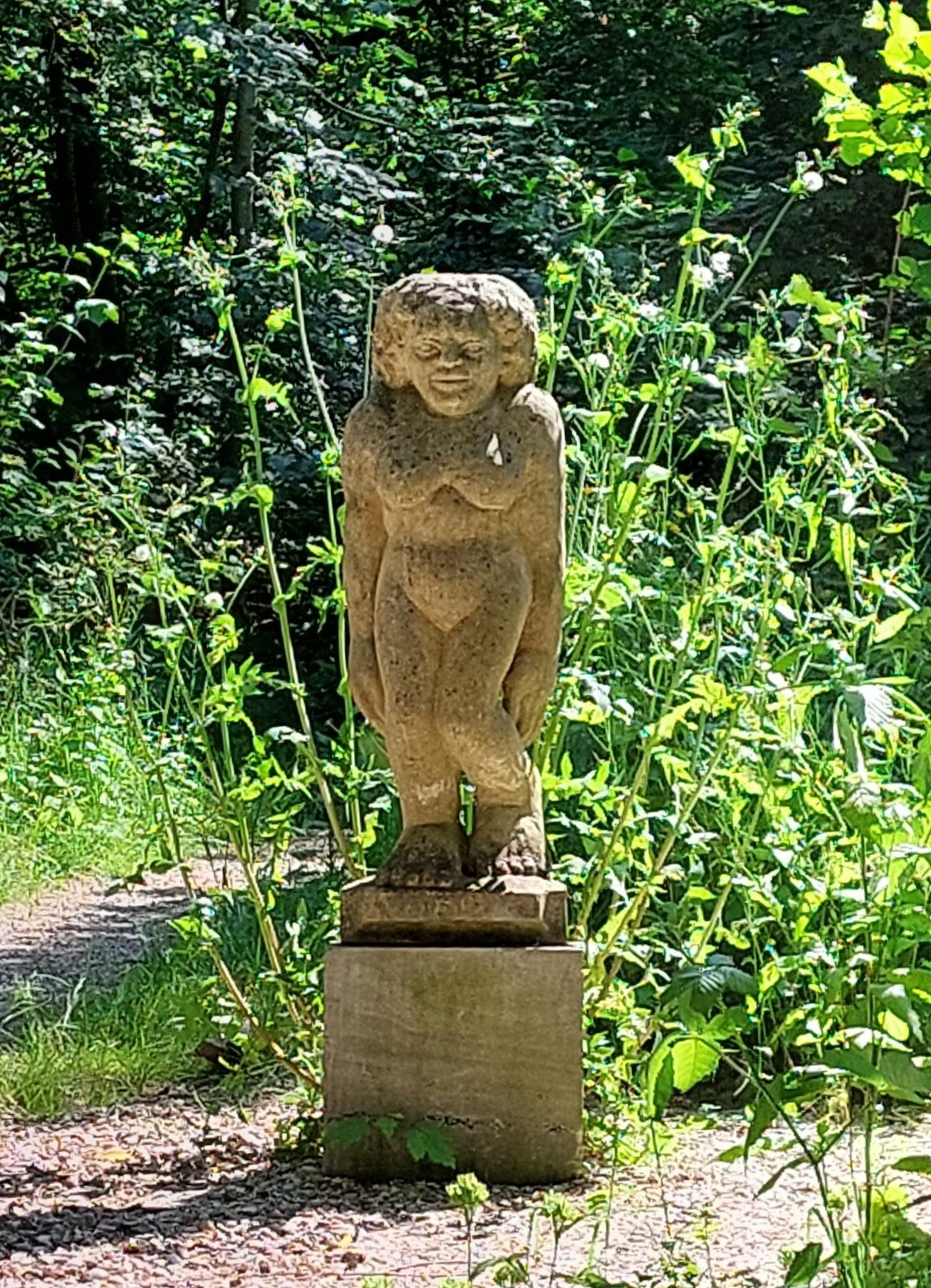
Bosvrouw

## Atelier
Zijn eerste atelier stond aan de Nijverheidsstraat in Baarn, in 1980 kreeg hij een atelier aan de Stationsweg 41 bij de Pekingtuin dat hij 'Langs Jan' noemde.
Als autodidact gaf hij in tekenen, schilderen en beeldhouwen aan de Sociale Academie De Nijenburgh aan de Regentesselaan. De school was een onderdeel van de Jellinekopleiding. Deze was eerst in Baarn en later in Culemborg gevestigd. In 1958 volgde de aanstelling aan de Maatschappij tot Nut van het algemeen. Broerze zou dertig jaar voor de klas staan.
Ina Vader was een leerling van hem.

## Niet commercieel
Hij werkte meest met hout, ijzer en sgraffito. Broerze was wars van commercieel gewin, hij wilde dan ook zelden iets verkopen. Toen hij na een val geopereerd moest worden kon hij de doktersrekening niet betalen omdat hij niet verzekerd was. Het geld kwam er toch toen 'De Fluitspeler' de gemeente Baarn op een veiling bij Christie's werd aangekocht. Het kreeg een plaats bij cultureel centrum De Speeldoos.
Na een hartaanval stierf Broerze in een ziekenhuis in Tiel. Hij werd begraven op de Nieuwe algemene begraafplaats aan de Wijkamplaan in Baarn.

## Werk
- Bosvrouw - Beeldentuin in Amsterdam Noord

De gemeente Baarn plaatste meerdere beelden van hem.
- Fluitspeler - Rembrandtlaan 35 (Theater De Speeldoos)
- Reiger - Cantonspark
- Vrouw - Stationsweg 18 (tuin gemeentehuis)